# Amitis (filha de Xerxes I)
Amitis (em grego: Ἄμυτις, em persa antigo: *Umati) foi uma princesa aquemênida, filha de Xerxes I e esposa de Megabizo. Junto com sua mãe Améstris, ela teve alguma influência sobre seu irmão, o rei Artaxerxes I.

## Família
Amitis era filha de Xerxes I. Xerxes era filho de Dario I e Atossa, filha de Ciro II. Xerxes casou-se com Améstris, filha de Otanes, e teve vários filhos; o primeiro, Dario, seguido, dois anos depois, por Histaspes e Artaxerxes, e duas filhas, uma chamada Rodoguna e outra Amitis, o mesmo nome da sua avó. De acordo com o historiador Richard Edmund Tyrwhitt, Amitis seria bisneta (e não neta) de Amitis, a neta (e não filha) de Astíages que se casou com Ciro, o Grande, pois Ctésias costumava confundir filhos com netos.

## História
Amitis casou-se com Megabizo, filho de Zópiro e neto de outro Megabizo.
Por volta de 480 a.C. Megabizo acusou sua esposa, Amitis, de adultério; Xerxes repreendeu sua filha, mas ela disse ser inocente. Após Artapano e o eunuco Aspamitres terem assassinado Xerxes, Megabizo, muito irritado por causa do adultério, entrou em conspiração com Artapano, contra Artaxerxes I, mas Megabizo revelou o plano, e Artapano foi morto. Na luta que se seguiu, os três filhos de Artapano foram mortos, e Megabizo ficou muito ferido, o que deixou Artaxerxes, Amitis e Rodoguna e a mãe deles, Améstris, muito preocupados. Megabizo foi salvo pelo médico Apolônides de Cós.
Megabizo, que havia se tornado sátrapa da Síria, reuniu um exército de 150.000 homens, sem contar a cavalaria, e se revoltou contra Artaxerxes. Com a ajuda de mercenários gregos, eles derrotaram dois exércitos persas, comandados por Usiris e Menostanes. Depois disso, Artaxerxes decidiu negociar e ofereceu a Megabizo um perdão incondicional. O ex-rebelde voltou para a corte do rei, mas não demorou muito para que os problemas recomeçassem: durante uma caçada, Mezabizo salvou a vida do rei, mas ao fazer isso, ele jogou sua lança antes que o rei pudesse jogar a sua - algo que era proibido. O rei, irritado, o condenou a ser decapitado, mas, por intercessão de Améstris e Amitis, ele foi banido para a Armênia. Em 444 a.C., depois de cinco anos de exílio, ele se fingiu de leproso e voltou para sua esposa Amitis. Pela intercessão de Amitis e Améstris, o rei perdoou Megabizo novamente.
Após a morte de Megabizo por volta de 440 a.C., Amitis passou a gostar da companhia de homens, e teve o médico Apolônides de Cós como amante. Amitis contou seu caso para a mãe Améstris, que contou para o rei, e este manteve Apolônides preso em correntes por dois meses, e foi enterrado vivo no mesmo dia que Amitis morreu.
Zópiro, filho de Megabizo e Amitis, se revoltou contra o rei, após a morte de seus pais, e fugiu para Atenas. A epítome de Fócio do texto de Ctésias menciona que os atenienses eram gratos a Amitis por algum favor, mas não especifica qual era.

## Árvore genealógica
|  |  |  |  |       |       | Dario I 522–486 a.C. | Dario I 522–486 a.C. | Dario I 522–486 a.C. | Dario I 522–486 a.C. | Dario I 522–486 a.C.  | Dario I 522–486 a.C.  |                       |                       | Atossa                | Atossa                | Atossa    | Atossa    | Atossa | Atossa |                           |                           |                           |                           |                           |                           | Otanes   | Otanes   | Otanes   | Otanes   | Otanes   | Otanes   |          |          |  |  |        |        |        |        |         |         |         |         |         |         |  |  |  |  |                 |                 |                 |                 |                 |                 |          |          |  |  |
|  |  |  |  |       |       | Dario I 522–486 a.C. | Dario I 522–486 a.C. | Dario I 522–486 a.C. | Dario I 522–486 a.C. | Dario I 522–486 a.C.  | Dario I 522–486 a.C.  |                       |                       | Atossa                | Atossa                | Atossa    | Atossa    | Atossa | Atossa |                           |                           |                           |                           |                           |                           | Otanes   | Otanes   | Otanes   | Otanes   | Otanes   | Otanes   |          |          |  |  |        |        |        |        |         |         |         |         |         |         |  |  |  |  |                 |                 |                 |                 |                 |                 |          |          |  |  |
|  |  |  |  |       |       |                      |                      |                      |                      |                       |                       |                       |                       |                       |                       |           |           |        |        |                           |                           |                           |                           |                           |                           |          |          |          |          |          |          |          |          |  |  |        |        |        |        |         |         |         |         |         |         |  |  |  |  |                 |                 |                 |                 |                 |                 |          |          |  |  |
|  |  |  |  |       |       |                      |                      |                      |                      | Xerxes I 486–465 a.C. | Xerxes I 486–465 a.C. | Xerxes I 486–465 a.C. | Xerxes I 486–465 a.C. | Xerxes I 486–465 a.C. | Xerxes I 486–465 a.C. |           |           |        |        |                           |                           |                           |                           |                           |                           | Améstris | Améstris | Améstris | Améstris | Améstris | Améstris |          |          |  |  |        |        |        |        |         |         |         |         |         |         |  |  |  |  |                 |                 |                 |                 |                 |                 |          |          |  |  |
|  |  |  |  |       |       |                      |                      |                      |                      | Xerxes I 486–465 a.C. | Xerxes I 486–465 a.C. | Xerxes I 486–465 a.C. | Xerxes I 486–465 a.C. | Xerxes I 486–465 a.C. | Xerxes I 486–465 a.C. |           |           |        |        |                           |                           |                           |                           |                           |                           | Améstris | Améstris | Améstris | Améstris | Améstris | Améstris |          |          |  |  |        |        |        |        |         |         |         |         |         |         |  |  |  |  |                 |                 |                 |                 |                 |                 |          |          |  |  |
|  |  |  |  |       |       |                      |                      |                      |                      |                       |                       |                       |                       |                       |                       |           |           |        |        |                           |                           |                           |                           |                           |                           |          |          |          |          |          |          |          |          |  |  |        |        |        |        |         |         |         |         |         |         |  |  |  |  |                 |                 |                 |                 |                 |                 |          |          |  |  |
|  |  |  |  |       |       |                      |                      |                      |                      |                       |                       |                       |                       |                       |                       |           |           |        |        |                           |                           |                           |                           |                           |                           |          |          |          |          |          |          |          |          |  |  |        |        |        |        |         |         |         |         |         |         |  |  |  |  |                 |                 |                 |                 |                 |                 |          |          |  |  |
|  |  |  |  | Dario | Dario | Dario                | Dario                | Dario                | Dario                |                       |                       | Histaspes             | Histaspes             | Histaspes             | Histaspes             | Histaspes | Histaspes |        |        | Artaxerxes I 465–424 a.C. | Artaxerxes I 465–424 a.C. | Artaxerxes I 465–424 a.C. | Artaxerxes I 465–424 a.C. | Artaxerxes I 465–424 a.C. | Artaxerxes I 465–424 a.C. |          |          | Rodoguna | Rodoguna | Rodoguna | Rodoguna | Rodoguna | Rodoguna |  |  | Amitis | Amitis | Amitis | Amitis | Amitis  | Amitis  |         |         |         |         |  |  |  |  |                 |                 | Mebagizo        | Mebagizo        | Mebagizo        | Mebagizo        | Mebagizo | Mebagizo |  |  |
|  |  |  |  | Dario | Dario | Dario                | Dario                | Dario                | Dario                |                       |                       | Histaspes             | Histaspes             | Histaspes             | Histaspes             | Histaspes | Histaspes |        |        | Artaxerxes I 465–424 a.C. | Artaxerxes I 465–424 a.C. | Artaxerxes I 465–424 a.C. | Artaxerxes I 465–424 a.C. | Artaxerxes I 465–424 a.C. | Artaxerxes I 465–424 a.C. |          |          | Rodoguna | Rodoguna | Rodoguna | Rodoguna | Rodoguna | Rodoguna |  |  | Amitis | Amitis | Amitis | Amitis | Amitis  | Amitis  |         |         |         |         |  |  |  |  |                 |                 | Mebagizo        | Mebagizo        | Mebagizo        | Mebagizo        | Mebagizo | Mebagizo |  |  |
|  |  |  |  |       |       |                      |                      |                      |                      |                       |                       |                       |                       |                       |                       |           |           |        |        |                           |                           |                           |                           |                           |                           |          |          |          |          |          |          |          |          |  |  |        |        |        |        |         |         |         |         |         |         |  |  |  |  |                 |                 |                 |                 |                 |                 |          |          |  |  |
|  |  |  |  |       |       |                      |                      |                      |                      |                       |                       |                       |                       |                       |                       |           |           |        |        |                           |                           |                           |                           |                           |                           |          |          |          |          |          |          |          |          |  |  |        |        |        |        |         |         |         |         |         |         |  |  |  |  |                 |                 |                 |                 |                 |                 |          |          |  |  |
|  |  |  |  |       |       |                      |                      |                      |                      |                       |                       |                       |                       |                       |                       |           |           |        |        |                           |                           |                           |                           |                           |                           |          |          |          |          |          |          |          |          |  |  |        |        |        |        | Artario | Artario | Artario | Artario | Artario | Artario |  |  |  |  | Zópiro, o Jovem | Zópiro, o Jovem | Zópiro, o Jovem | Zópiro, o Jovem | Zópiro, o Jovem | Zópiro, o Jovem |          |          |  |  |